# Gemeentelijke herindelingsverkiezingen in Nederland 1963
Gemeentelijke herindelingsverkiezingen in Nederland 1963 geeft informatie over tussentijdse verkiezingen voor een gemeenteraad in Nederland die gehouden werden in 1963.
De verkiezingen werden gehouden in vier gemeenten die betrokken waren bij een herindelingsoperatie die werd doorgevoerd op 1 februari 1964.

## Verkiezingen in december 1963
- de gemeenten Hekendorp, Lange Ruige Weide, Papekop en Waarder: samenvoeging tot een nieuwe gemeente Driebruggen.[1]

Bij deze herindeling werden tevens de volgende wijzigingen doorgevoerd waarvoor vanwege de geringe impact geen herindelingsverkiezingen nodig waren:
- opheffing van de gemeenten Barwoutswaarder en Rietveld en toedeling van het grondgebied van deze gemeenten aan de gemeente Woerden;[1]
- opheffing van de gemeente Zwammerdam en toedeling van het grondgebied van deze gemeente aan de gemeenten Alphen aan den Rijn en Bodegraven.[1]

Door deze herindelingen daalde het aantal gemeenten in Nederland per 1 februari 1964 van 978 naar 972.